# Malvastrum interruptum
Malvastrum interruptum är en malvaväxtart som beskrevs av K. Schum. Malvastrum interruptum ingår i släktet Malvastrum och familjen malvaväxter. Inga underarter finns listade i Catalogue of Life.